# Суперрозум (роман)
Суперрозум (англ. Supermind) — науково-фантастичний роман канадського письменника Альфреда ван Вогта, вперше опублікований 1977 року.
Роман є фіксапом трьох оповідань:
- « Asylum» (травень 1942);
- «The Proxy Intelligence» (жовтень 1968);
- «Research Alpha» (липень 1965).